# Centro (Montevideo)
Centro è un barrio di Montevideo, la capitale dell'Uruguay. Sorto al di fuori della cinta muraria d'epoca coloniale a partire dalla seconda metà del XIX° secolo, si è successivamente sviluppato lungo l'importante avenida 18 de Julio e attualmente ospita importanti edifici governativi e numerose attività commerciali.

## Geografia
Il quartiere è situato immediatamente ad oriente della città vecchia di Montevideo, il primo nucleo urbano della capitale uruguaiana. Confina a nord con la baia di Montevideo e con il barrio di Aguada, ad est con quello di Cordón, a sud con Barrio Sur e ad ovest con la città vecchia.

## Storia
Durante l'epoca coloniale sull'area situata ad est della cinta muraria di Montevideo, conosciuta come Campo di Marte o Ejido, era proibito costruire abitazioni o edifici. Il tiro dell'artiglieria posizionata sulle difese della città non doveva infatti essere ostacolato in nessun modo in caso d'assedio. Nel 1829, quando ormai la guerra argentino-brasiliana era arrivata al punto di svolta e i brasiliani si erano ritirati da Montevideo, le nuove autorità uruguaiane decisero di demolire la cittadella e le vecchie mura spagnole. A José María Reyes, responsabile dello smantellamento delle fortificazioni, fu assegnato l'ulteriore compito di progettare nell'area dellEjido un nuovo grande quartiere, collegato direttamente con la parte più vecchia della città, composto da 160 isolati. L'asse stradale centrale del nuovo insediamento sarebbe stato un viale, l'odierna avenida 18 de Julio, intervallato da alcune piazze. La più importante di esse, l'attuale plaza de Cagancha, fu tracciata al centro della città nuova.